# Abramo (nome)
Abramo  è un nome proprio di persona italiano maschile.

## Varianti
- Maschili: Abraham[2]
- Femminili: Abrama[2]

### Varianti in altre lingue
- Amarico: አብራሃም (Abraham), አብራሃ (Abraha)
- Lingue africane occidentali: Ibrahima[4]
- Arabo: إبراهيم (Ibrahim, Ibraheem, Ebrahim)[2][4][5]
- Basco: Abarran[6]
- Bielorusso: Аўрам (Aŭram)
- Bosniaco
  - Ipocoristici: Ibro[4]
- Bulgaro: Авраам (Avraam)
- Catalano: Abraham[6], Abram[6]
- Ceceno: Ибрагим (Ibragim)[4]
- Ceco: Abrahám
- Danese: Abraham
- Ebraico: אַבְרָהָם (Abraham, Avraham)[4][5]
  - Ipocoristici: אֲבִי (Avi)[4]
- Estone: Aabraham
- Finlandese: Aabraham[4], Aapo[4]
- Francese: Abraham
- Galiziano: Abraham
- Georgiano: აბრაამ (Abraam)[4], აბრამ (Abram)[4]
- Greco biblico: Ἀβραάμ (Abraam)[4]
- Greco moderno: Αβραάμ (Avraam)
- Inglese: Abraham[4][7]
  - Ipocoristici: Abe[4][5], Bram[4][5]
- Irlandese: Abrahám
- Latino: Abraham[1][4]
- Ligure: Abrammo[8]
- Limburghese
  - Ipocoristici: Braam[4]
- Olandese: Abraham[4]
  - Ipocoristici: Braam[4], Bram[4]
- Osseto: Ibragim[4]
- Persiano: ابراهیم (Ebrahim)[4]
- Polacco: Abram
- Portoghese: Abraão
- Russo: Абрам (Abram)[4], Авраам (Avraam)
- Serbo: Аврам (Avram)
- Slovacco: Abrahám
- Spagnolo: Abraham[6], Abram[6]
  - Femminili: Abra[6]
- Tedesco: Abraham
- Turco: İbrahim[4]
- Ucraino: Авраам (Avraam)
- Ungherese: Ábrahám

## Origine e diffusione

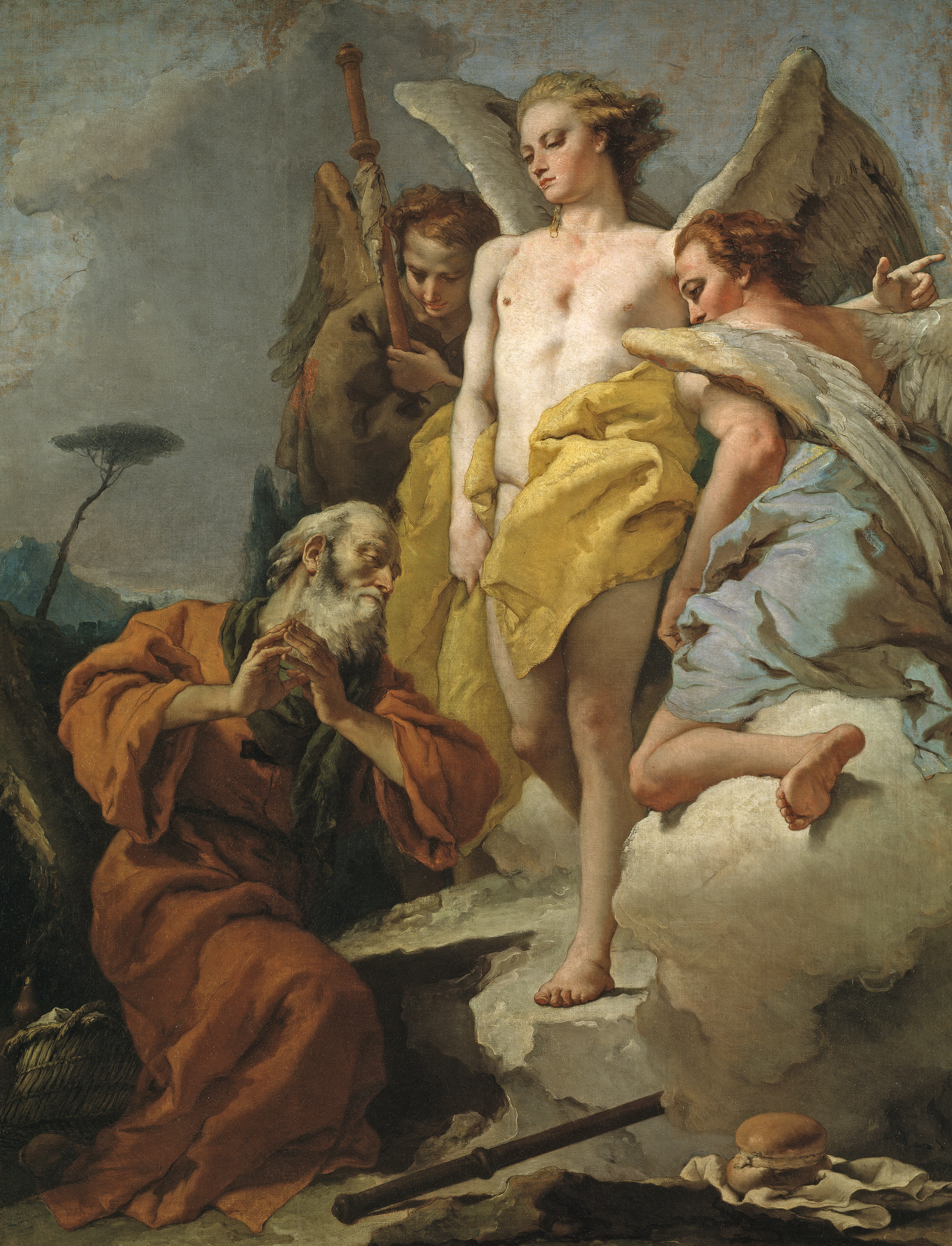
Abramo e i tre angeli, di Giambattista Tiepolo

Deriva dall'ebraico אַבְרָהָם (Avraham) che significa "padre di molti", "padre di una moltitudine" (da abh, "padre", e raham, "moltitudine").
È un nome di tradizione biblica, portato da uno dei patriarchi più importanti, Abramo, considerato il fondatore dell'ebraismo e, tramite i suoi discendenti, del cristianesimo e dell'Islam. Nel racconto delle Scritture, Dio modificò il suo nome da אַבְרָם (Avram) a אַבְרָהָם (Avraham); il primo terminava non con raham ma con ram, cioè "esaltato", e significava quindi "padre esaltato", "padre eccelso" o "alto padre", ed è passato in yiddish come אַבְֿרוּם (Avrum).
Il nome è tipico degli ambienti ebraici, ma è attestato anche fra i cristiani - in inglese ad esempio ha avuto fortuna in epoca medievale, e poi nuovamente con l'avvento della Riforma, diffondendosi ampiamente fra i protestanti, mentre in Italia non ha mai avuto un'ampia diffusione, nonostante i numerosi santi così chiamati.
Va notato che l'ipocoristico inglese Abe coincide anche con una variante del nome frisone Abbe.

## Onomastico
L'onomastico viene festeggiato generalmente il 9 ottobre in ricordo del patriarca d'Israele Abramo. Con questo nome si ricordano anche, alle date seguenti:
- 31 gennaio, sant'Abramo, vescovo di Arbela, uno dei martiri persiani[12][13]
- 14 febbraio, sant'Abramo, eremita siriano, vescovo di Carre (ossia Harran)[13]
- 16 marzo, sant'Abramo Kidunaia (o Qidonaya), recluso presso Edessa ed evangelizzatore di Beth Kiduna; è venerato il 29 luglio dai copti, il 24 ottobre dagli ortodossi siriaci, il 29 ottobre dagli ortodossi orientali e il 14 dicembre dai cattolici siri[6][12][13]
- 1º aprile, beato Abramo di Bulgaria, mercante musulmano convertito, martire[13]
- 4 aprile, beato Abramo di Strelna, monaco e abatepremostratense a Hradisko ed eremita[13]
- 15 giugno, sant'Abramo, detto "di Clermont", "'Alvernia", "di Saint Cirgues" o "di San Quirico", monaco e abate, patrono di osti e albergatori[12][13]
- 8 luglio, sant'Abramo, vescovo e martire[13]
- 21 agosto, sant'Abramo, monaco, sacerdote e predicatore a Smolensk[13]
- 27 ottobre, sant'Abramo, detto "il Povero", "il Bambino" o "l'Eremita", discepolo di san Pacomio, eremita a Manuf, in Egitto[13]
- 28 ottobre, sant'Abramo, arcivescovo di Efeso, teologo e fondatore di monasteri[13]
- 29 ottobre, sant'Abramo, archimandrita a Rostov, festeggiato dalle Chiese orientali[12][13]
- 30 novembre, sant'Abramo, uno dei martiri persiani[13]
- 6 dicembre, sant'Abramo, monaco ad Emesa, dunque abate e vescovo di Kratia, in Bitinia[13]
- 20 dicembre, sant'Abramo, confessore e vescovo armeno di Bznunik, festeggiato assieme a san Coren[12]

## Persone
- Abramo Pietro I Ardzivian, patriarca della Chiesa armeno-cattolica
- Abramo Abulafia, filosofo e mistico spagnolo
- Abramo Albini, canottiere italiano
- Abramo Allione, produttore discografico, editore e compositore italiano
- Abramo di Balmes, medico e grammatico italiano
- Abramo Barosso, autore di fumetti italiano
- Abramo Basevi, compositore e critico musicale italiano
- Abramo Bzovio, scrittore e religioso polacco
- Abramo di Clermont, monaco e santo francese
- Abramo di Frisinga, vescovo di Frisinga
- Abramo di Harran, vescovo e santo cipriota
- Abramo di Kashkar, ecclesiastico siriaco
- Abramo di Rostov, Archimandrita di Rostov

### Variante Abram

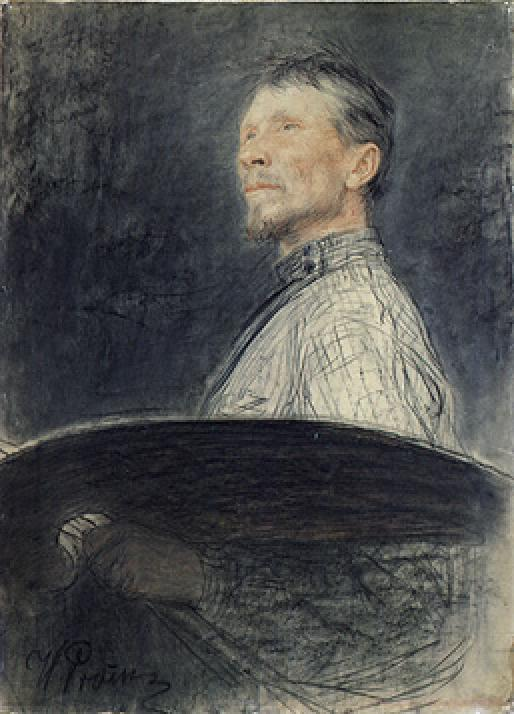
Abram Efimovič Archipov

- Abram Efimovič Archipov, pittore russo
- Abram Samojlovič Bezicovič, matematico russo
- Abram Petrovič Gannibal, militare russo
- Abram Solomonovič Gurvič, compositore di scacchi sovietico
- Abram Hoffer, psichiatra canadese
- Abram Kardiner, antropologo statunitense
- Abram Raselemane, calciatore sudafricano
- Abram Matveevič Room, regista sovietico

### Variante Abraham

Abraham Lincoln

- Abraham Angermannus, arcivescovo luterano svedese
- Abraham Bloemaert, pittore olandese
- Abraham Cowley, poeta e saggista britannico
- Abraham Darby I, imprenditore britannico
- Abraham Niclas Edelcrantz, inventore svedese
- Abraham Genoels II, pittore e incisore fiammingo
- Abraham Gottlob Werner, geologo e mineralogista tedesco
- Abraham Hondius, pittore, disegnatore e incisore olandese
- Abraham Lincoln, politico statunitense
- Abraham Merritt, giornalista e scrittore statunitense
- Abraham Serfaty, attivista e politico marocchino
- Abraham Yehoshua, scrittore e drammaturgo israeliano

### Variante Avraham
- Avraham Burg, politico israeliano

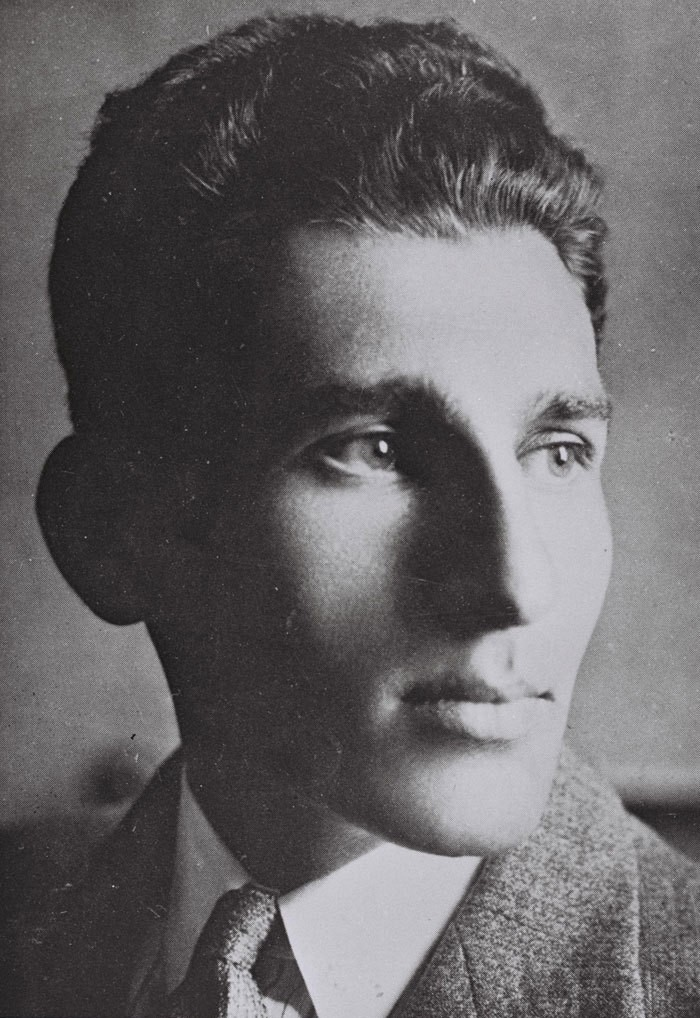
Avraham Stern

- Avraham Grant, allenatore di calcio israeliano
- Avraham Shlonsky, poeta israeliano
- Avraham Stern, patriota, poeta e militare israeliano

### Variante Ibrahim
- Ibrahim al-Ja'fari, politico iracheno
- Ibrahim Al-Kadi, ingegnere saudita

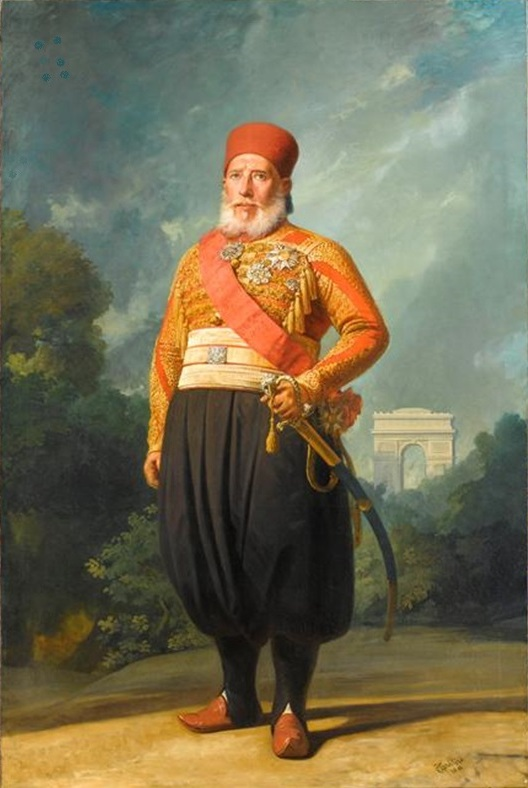
Ibrāhīm Pascià

- Ibrahim Ba, calciatore senegalese naturalizzato francese
- Ibrahim Babangida, militare e politico nigeriano
- Ibrahim Faltas, religioso egiziano
- Ibrahim Lodi, sultano indiano
- Ibrāhīm Pascià, generale, politico e sovrano egiziano
- Ibrahim Sekagya, calciatore ugandese

### Variante İbrahim
- İbrahim Kaş, calciatore turco
- İbrahim Kutluay, cestista turco
- İbrahim Toraman, calciatore turco

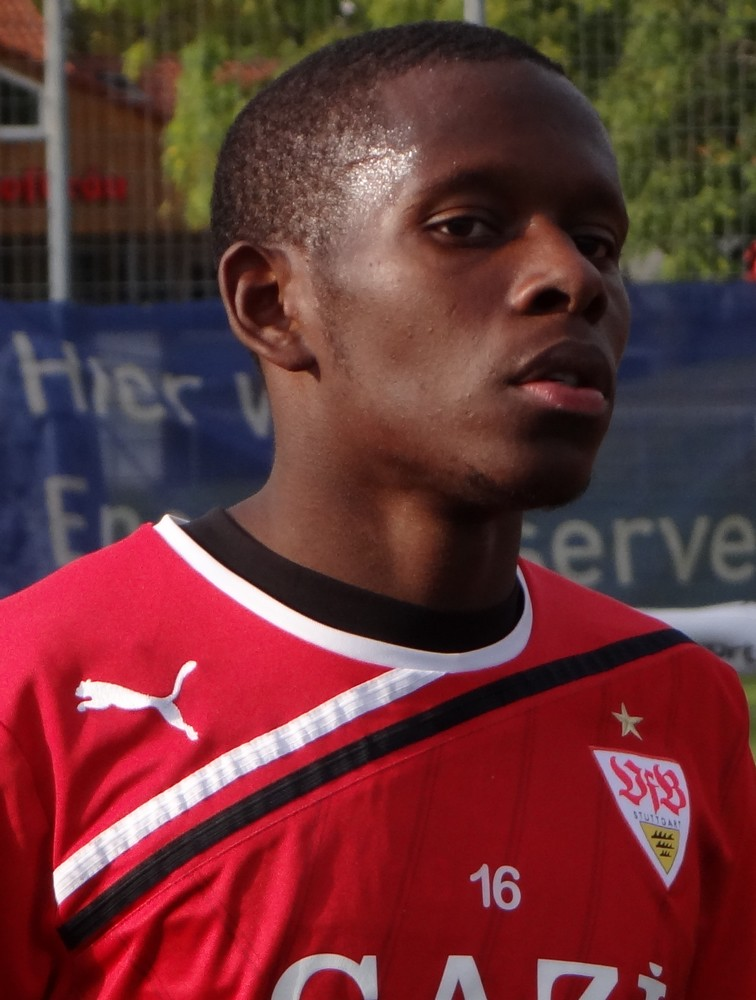
Ibrahima Traoré

- İbrahim Yinal, signore della guerra dei turchi selgiuchidi
- İbrahim Üzülmez, calciatore turco

### Variante Ibrahima
- Ibrahima Ba, calciatore senegalese
- Ibrahima Baldé, calciatore senegalese
- Ibrahima Conté (1991), calciatore guineano
- Ibrahima Conté (1996), calciatore guineano
- Ibrahima Sory Conté, calciatore guineano
- Ibrahima Diallo, calciatore guineano
- Ibrahima Gueye, calciatore senegalese
- Ibrahima Sidibé, calciatore senegalese
- Ibrahima Sidibé, cestista maliano naturalizzato francese
- Ibrahima Sonko, calciatore senegalese
- Ibrahima Touré, calciatore senegalese
- Ibrahima Traoré, calciatore francese naturalizzato guineano

### Variante Abe
- Abe Attell, pugile statunitense

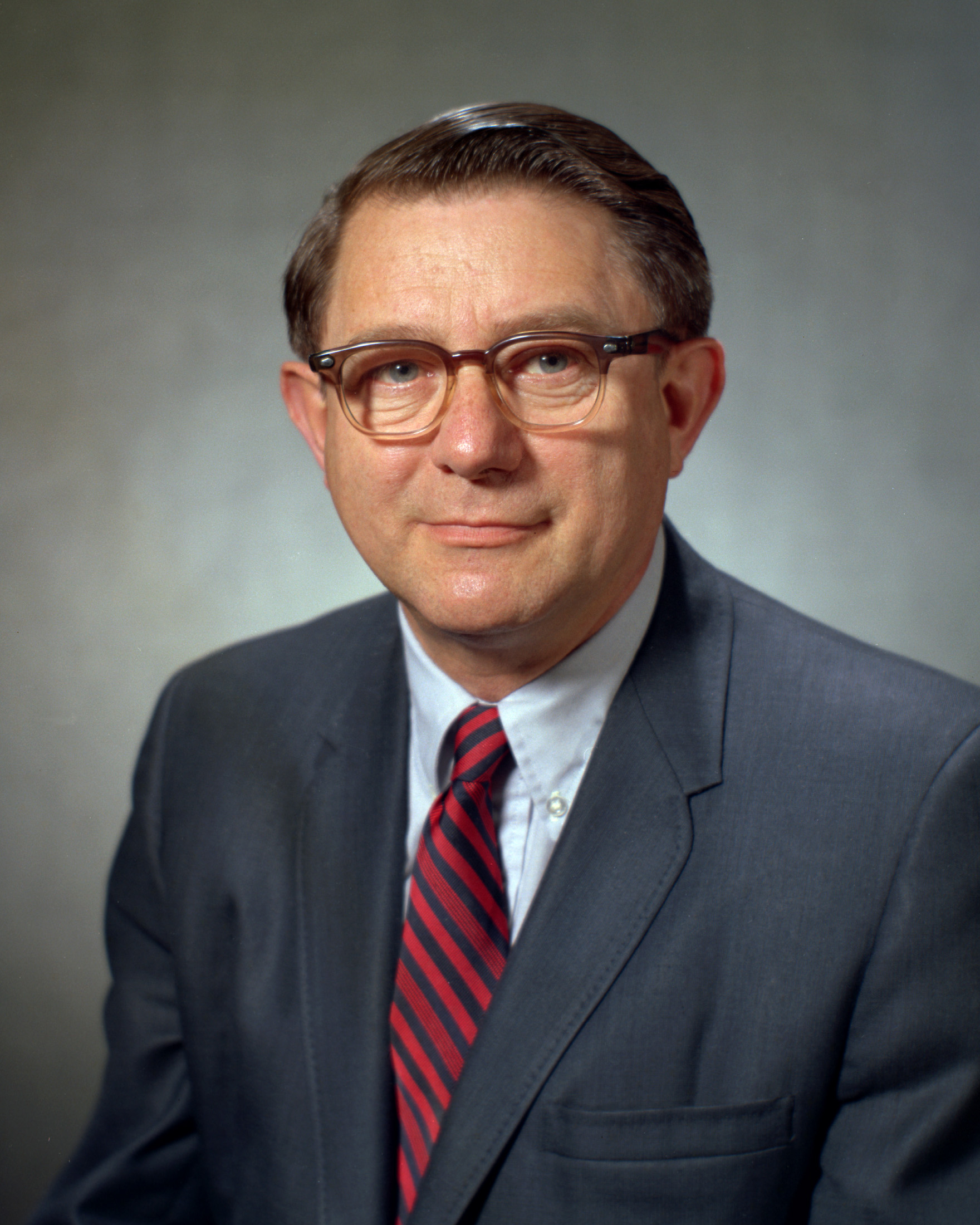
Abe Silverstein

- Abe Cunningham, batterista statunitense
- Abe Laboriel Jr., batterista messicano naturalizzato statunitense
- Abe Lenstra, calciatore olandese
- Abe Saperstein, imprenditore, dirigente sportivo e allenatore di pallacanestro statunitense
- Abe Silverstein, ingegnere statunitense
- Abe Vigoda, attore statunitense

### Variante Bram

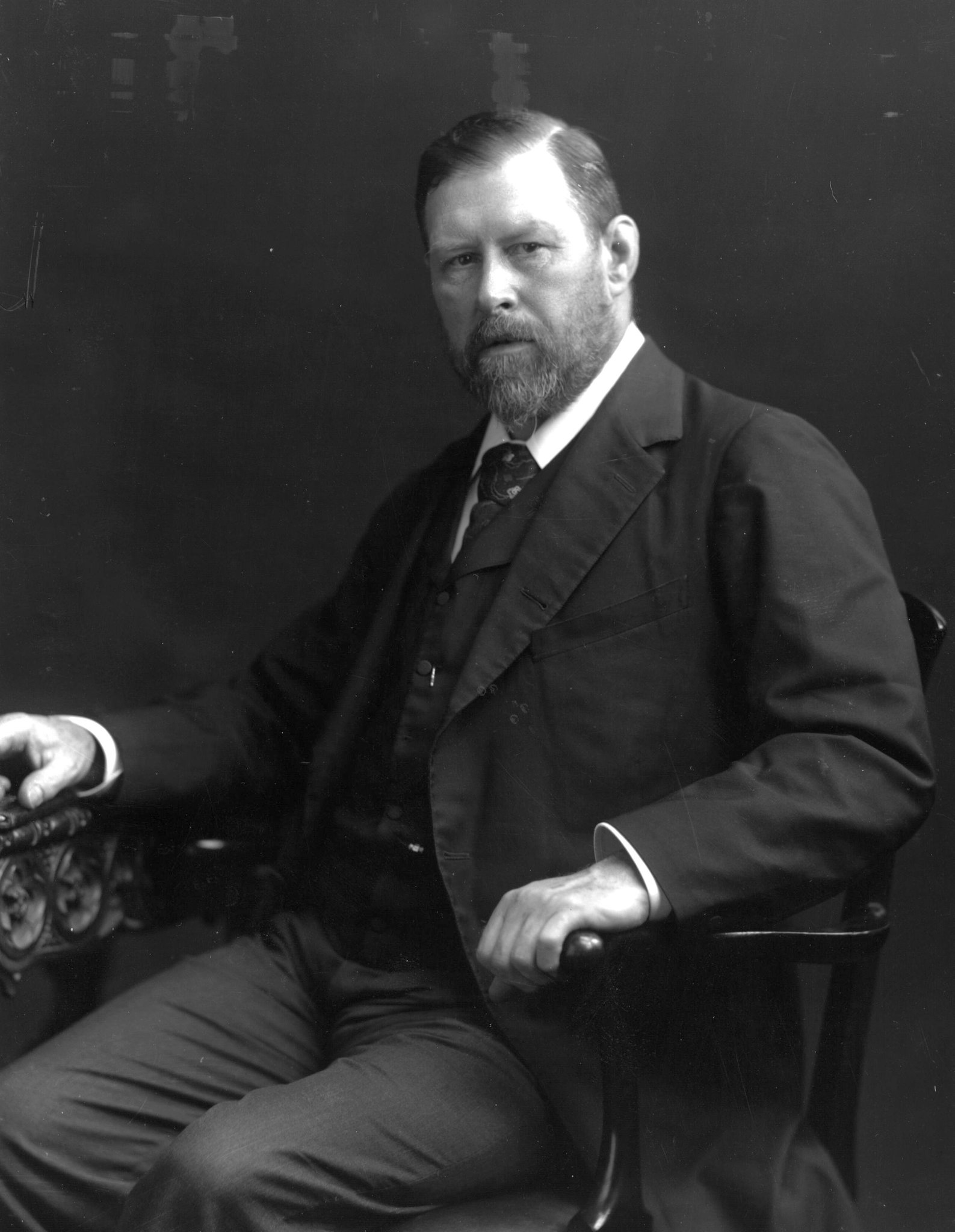
Bram Stoker

- Bram Appel, calciatore e allenatore di calcio olandese
- Bram Appelo, pilota motociclistico olandese
- Bram Cohen, informatico statunitense
- Bram Fischer, avvocato sudafricano
- Bram Moolenaar, programmatore olandese
- Bram Nuytinck, calciatore olandese
- Bram Schmitz, ciclista su strada e ciclocrossista olandese
- Bram Som, mezzofondista olandese
- Bram Stoker, scrittore irlandese
- Bram Tankink, ciclista su strada e biker olandese

### Altre varianti
- Ebrahim Ghasempour, calciatore iraniano
- Ábraham Løkin Hansen, calciatore faroese
- Avram Hershko, biochimico e biologo ungherese naturalizzato israeliano
- Avram Iancu, avvocato rumeno
- Braam Immelman, rugbista a 15 sudafricano
- Ebrahim Mirzapour, calciatore iraniano

## Il nome nelle arti
- Abraham Bernstein è un personaggio della serie televisiva Visitors.
- Abraham Erskine è un personaggio dei fumetti Marvel Comics.
- Abraham Sapien è un personaggio della serie di film e fumetti Hellboy.
- Abraham Simpson è un personaggio della serie televisiva I Simpson.
- Abraham Van Helsing è un personaggio del romanzo di Bram Stoker Dracula, e della maggioranza delle opere da esso derivate.
- Abraham Whistler è un personaggio dell'universo Marvel.
- Sveliatevi! Born to Be Abramo è un singolo di Elio e le Storie Tese.